# Джіу-джитсу на Всесвітніх іграх 2017
Змагання з джіу-джитсу на Всесвітніх іграх 2017 проходили з 28 по 29 липня у Вроцлаві в Польщі, у спортивному комплексі GEM.

## Учасники
У турнірі взяли участь 128 учасників з 41 країни. 
- Австрія (6)
- Бельгія (9)
- Болгарія (1)
- Колумбія (5)
- Кот-д'Івуар (1)
- Данія (4)
- Ефіопія (1)
- Франція (7)
- Німеччина (10)
- Греція (2)
- Угорщина (1)
- Іран (1)
- Ізраїль (3)
- Італія (6)
- Японія (1)
- Йорданія (2)
- Казахстан (1)
- Киргизстан (1)
- Ліван (1)
- Маврикій (2)
- Мексика (3)
- Монголія (1)
- Чорногорія (3)
- Марокко (1)
- Нідерланди (6)
- Пакистан (2)
- Польща (8)
- Португалія (1)
- Румунія (2)
- Росія (7)
- Словенія (4)
- Іспанія (1)
- Швеція (4)
- Швейцарія (6)
- Таїланд (2)
- Туніс (1)
- Туркменістан (1)
- Україна (2)
- Об'єднані Арабські Емірати (4)
- Уругвай (2)
- В'єтнам (2)

## Медальний залік
| Місце                | Країна                     | Золото | Срібло | Бронза | Загалом |
| -------------------- | -------------------------- | ------ | ------ | ------ | ------- |
| 1                    | Франція                    | 3      | 3      | 0      | 6       |
| 2                    | Німеччина                  | 2      | 2      | 3      | 7       |
| 2                    | Польща                     | 2      | 2      | 3      | 7       |
| 4                    | Бельгія                    | 2      | 1      | 3      | 6       |
| 5                    | Австрія                    | 2      | 0      | 0      | 2       |
| 5                    | Данія                      | 2      | 0      | 0      | 2       |
| 7                    | Росія                      | 1      | 3      | 2      | 6       |
| 8                    | Нідерланди                 | 1      | 1      | 1      | 3       |
| 8                    | Італія                     | 1      | 1      | 1      | 3       |
| 10                   | Угорщина                   | 1      | 1      | 0      | 2       |
| 10                   | Об'єднані Арабські Емірати | 1      | 1      | 0      | 2       |
| 10                   | Швейцарія                  | 1      | 1      | 0      | 2       |
| 13                   | Марокко                    | 1      | 0      | 1      | 2       |
| 13                   | Мексика                    | 1      | 0      | 1      | 2       |
| 15                   | Україна                    | 1      | 0      | 0      | 1       |
| 16                   | Колумбія                   | 0      | 2      | 0      | 2       |
| 17                   | Словенія                   | 0      | 1      | 1      | 2       |
| 18                   | Йорданія                   | 0      | 1      | 0      | 1       |
| 18                   | Монголія                   | 0      | 1      | 0      | 1       |
| 18                   | Іран                       | 0      | 1      | 0      | 1       |
| 21                   | Швеція                     | 0      | 0      | 2      | 2       |
| 22                   | Ізраїль                    | 0      | 0      | 1      | 1       |
| 22                   | Португалія                 | 0      | 0      | 1      | 1       |
| 22                   | Японія                     | 0      | 0      | 1      | 1       |
| 22                   | Чорногорія                 | 0      | 0      | 1      | 1       |
| Загалом (25 збірних) | Загалом (25 збірних)       | 22     | 22     | 22     | 66      |

## Медалісти

### Дуети
| Змагання | Золото                                                | Срібло                                                  | Бронза                                                    |
| -------- | ----------------------------------------------------- | ------------------------------------------------------- | --------------------------------------------------------- |
| Чоловіки | Австрія (AUT) · Ніколаус Біхлер · Себастіан Воста     | Нідерланди (NED) · Рубен Ассман · Марнікс Віллем Буннік | Бельгія (BEL) · Бен Йос Клостерманс · Б'ярне Лардон       |
| Жінки    | Австрія (AUT) · Мірнеса Бекірович · Мірнета Бекірович | Словенія (SLO) · Сара Бесал · Патриція Делач            | Німеччина (GER) · Бланка Бірн · Анналена Штурм            |
| Мікси    | Італія (ITA) · Сара Паганіні · Мікеле Валлієре        | Німеччина (GER) · Юлія Пашкевич · Йоганнес Турбесліс    | Бельгія (BEL) · Шаріс Джессі Гравенштейн · Ян Руді Лоденс |

### Чоловіки
| Змагання | Золото                       | Срібло                            | Бронза                                     |
| -------- | ---------------------------- | --------------------------------- | ------------------------------------------ |
| −62 кг   | Богдан Мочульський · Україна | Хайро Вів'єскас Ортіс · Колумбія  | Роман Аполонов · Німеччина                 |
| −69 кг   | Бой Вогельзанг · Нідерланди  | Павло Коржавих · Росія            | Едуардо Альберто Гутьєрес Кортес · Мексика |
| −77 кг   | Ілля Борок · Росія           | Андреас Стефан Кнебль · Німеччина | Фредрік Ганс Аксель Відгрен · Швеція       |
| −85 кг   | Міккел Брікс Віллард · Данія | Денис Белов · Росія               | Вільям Сет-Вензель · Швеція                |
| −94 кг   | Томаш Шевчак · Польща        | Могсен Гамід Агчай · Іран         | Бенжамін Лаг · Словенія                    |
| +94 кг   | Александре Фроманж · Франція | Рафал Рісс · Польща               | Дежан Вукчевич · Чорногорія                |

### Чоловіча не-ваза
| Змагання          | Золото                                       | Срібло                                       | Бронза                              |
| ----------------- | -------------------------------------------- | -------------------------------------------- | ----------------------------------- |
| −62 кг            | Єндржей лоска · Польща                       | Хайро Алехандро Вів'єскас Ортіс · Колумбія   | Жоао Карлос Гіроші Кураока · Японія |
| −69 кг            | Гайдар Раза Аббас · Франція                  | Мацей Полок · Польща                         | Ев'ятар Паперні · Ізраїль           |
| −77 кг            | Ільке Кубілай Булут · Швейцарія              | Вім Депуттер · Бельгія                       | Мацей Козак · Польща                |
| −85 кг            | Дан Мельвін Шон Вейнберг · Мексика           | Даніель де Маддалена · Швейцарія             | Абдуларі Гусейнов · Росія           |
| −94 кг            | Файзал Ал Кетбі · Об'єднані Арабські Емірати | Крістоф Сюч · Угорщина                       | Флорент Мінует · Бельгія            |
| +94 кг            | Сейф-Еддіне Гуміне · Марокко                 | Фредерік Гуссон · Франція                    | Олександр Сак · Росія               |
| Вікрита категорія | Крістоф Сюч · Угорщина                       | Файзал Ал Кетбі · Об'єднані Арабські Емірати | Сейф-Еддіне Гуміне · Марокко        |

### Жіночі бої
| Змагання | Золото                             | Срібло                       | Бронза                       |
| -------- | ---------------------------------- | ---------------------------- | ---------------------------- |
| −55 кг   | Ребекка Елізабет Зіска Дал · Данія | Лора Бушо Еп Дуче · Франція  | Джессіка Скріччіоло · Італія |
| −62 кг   | Атіо Северін Небі · Франція        | Анналіза Каварретта · Італія | Каріна Нойперт · Німеччина   |
| −70 кг   | Тереза Аттенбергер · Німеччина     | Хлоя Лаланде · Франція       | Афке ван Леувен · Нідерланди |

### Жіноча не-ваза
| Змагання           | Золото                   | Срібло                                | Бронза                            |
| ------------------ | ------------------------ | ------------------------------------- | --------------------------------- |
| −55 кг             | Амаль Амджагід · Бельгія | Баярмаа Мунхгерел · Монголія          | Ана Наїр Маркеш Діаш · Португалія |
| Відкрита категорія | Амаль Амджагід · Бельгія | Лума Гатем Шаріф Алькубадж · Йорданія | Емілія Мацковяк · Польща          |

### Змішані команди
| Змагання                  | Золото | Срібло | Бронза |
| ------------------------- | --- | --- | --- |
| National team competition | Німеччина (GER) · Роман Аполонов · Тереза Аттенбергер · Андреас Штефан Кнебль · Мальте Майкен · Каріна Нойперт · Юлія Пашкевич · Йоганнес Турбесліс · Тім Вайденбехер | Росія (RUS) · Денис Белов · Ілля Борок · Абдулбарі Гусейнов · Павло Коржавих · Ольга Медведєва · Зайнутдін Зайнуков | Польща (POL) · Магдалена Гєц · Мацей Козак · Єнджей Лоска · Емілія Мацковяк · Томаш Шевчак · Марта Валотек |